# Brent's Cove
Brent's Cove es un pueblo canadiense situado en la provincia de Terranova y Labrador.

## Superficie
Brent's Cove tiene una superficie de 1,02 km².

## Demografía
En 2021, tenía 119 habitantes, una densidad poblacional de 116,4 hab./km², y 84 viviendas.